# Compagnie aérienne italienne
Pour les articles homonymes, voir CAI.
La Compagnie aérienne italienne (en italien Compagnia aerea italiana, souvent abrégée en CAI) est une société par actions, au capital de 1,1 milliard d'euros, présidée par Roberto Colaninno. Créée à l'été 2008 et soutenue notamment par Mediobanca et Intesa Sanpaolo, elle réunit des entrepreneurs désireux de reprendre les actifs utiles d'Alitalia, en forte crise économique et financière. Ses activités qui réunissent aussi les vols opérés par Air One, auraient dû débuter au 1er décembre 2008, mais le transfert a été reporté au 13 janvier 2009, date à laquelle les opérations de la nouvelle compagnie ont débuté.
Cette société a pris in fine le nom d'Alitalia le 30 décembre 2008.
En janvier 2009, Air France en achète 25 % (pour 323 millions d'euros), ce qui en fait le principal actionnaire, avec trois membres au conseil d'administration et deux au comité exécutif.

## Groupe CAI
- ALITALIA CAI S.p.A. - AOC n. I-130 - AITA AZ précédemment Alitalia - Linee Aeree Italiane
- CAI First S.p.A. - AOC n. I-131 - AITA XM précédemment Alitalia Express
- CAI Second S.p.A. - AOC n. I-132 - AITA VE précédemment Volare Airlines
- AIR ONE - AOC n. I-014 - AITA AP précédemment Air One
- AIR ONE CITYLINER - AOC n. I-113 - OACI CYL précédemment Air One CityLiner, aujourd'hui Alitalia CityLiner

## Administration
| - Nom: Alitalia - Compagnia Aerea Italiana S.p.A. - Siège social: Piazza Almerico da Schio, Pal. RPU – 00054 Fiumicino (RM) - Codice fiscale et Partita Iva: 02500880121 - Repertorio Economico Amministrativo Rome: 1225709 - Capital social: 668.355.344,00 i.v. Il est composé de 19 membres, dont 3 sont désignés par Air France-KLM: - Président du conseil d'administration: Roberto Colaninno; - Directeur général: Rocco Sabelli; - Conseil d'administration: Roberto Colaninno (Président), Rocco Sabelli (Directeur), Salvatore Mancuso (Vice-Président), Angelo Massimo Riva, Gaetano Miccichè, Carlo Toto, Fausto Marchionni, Francesco Bellavista Caltagirone, Marco Tronchetti Provera, Corrado Fratini, Cosimo Carbonelli d'Angelo, Achille D'Avanzo, Ernesto Monti, Maurizio Traglio, Jean-Cyril Spinetta, Peter Frans Hartman, Bruno Matheu, Antonio Orsero, Antonino Turicchi. Il est composé de 9 membres, dont 2 sont désignés par Air France-KLM: - Roberto Colaninno, Rocco Sabelli, Angelo Massimo Riva, Gaetano Miccichè, Carlo Toto, Ernesto Monti, Jean-Cyril Spinetta, Bruno Matheu, Antonio Turicchi. Il est composé de 8 membres, dont 3 sont suppléants: - Giovanni Barbara (Président), Giorgio Silva (auditeur), Graziano Visentin (auditeur), Tommaso Di Tanno (auditeur), Antonino Parisi (auditeur), Pietro Michele Villa (suppléant auditeur), Domenico Busetto (suppléant auditeur), Eugenio Graziani (suppléant auditeur). | Les actions de la société sont ainsi distribuées: 25 % de la société est détenue par Air France-KLM (actions de catégorie B) 75 % de la société est détenue par un consortium d'actionnaires (Compagnia Aerea Italiana S.p.A.) (actions de catégorie A) - 25,00 % - Air France-KLM - 10,62 % - Fire spa (groupe Riva) - 8,86 % - Intesa Sanpaolo - 8,85 % - Atlantia (groupe Benetton) - 7,08 % - Immsi spa (Roberto Colaninno) - 5,31 % - Toto costruzioni spa (groupe Toto) - 5,31 % - TH sa Lussemburgo (groupe Angelucci) - 4,43 % - Fondiaria Sai (groupe Ligresti) - 4,43 % - Fondo Equinocse Lussemburgo (Salvatore Mancuso) - 3,10 % - G & C Holding (famille Carbonelli D'Angelo) - 2,04 % - Solido Holding (Achille D'Avanzo) - 1,77 % - Acqua Marcia Finanziaria (groupe Caltagirone) - 1,77 % - Finanziaria Partecipazioni e Investimenti (groupe Gavio) - 1,77 % - Pirelli (Marco Tronchetti Provera) - 1,77 % - GFMC srl (famille Orsera) - 1,33 % - Fingen spa (famille Fratini) - 1,33 % - Vitrociset (Edoarda Crociani) - 1,33 % - Aura Holding (famille Traglio) - 1,33 % - Macca srl (famille Maccagnani) - 0,89 % - Marcegaglia spa - 0,89 % - Loris Fontana & c. (groupe Fontana) - 0,89 % - 12 Capital Portfolio (banque d'affaires, groupe Intek) |